# Karl Fichtel

Karl Fichtel

Karl Fichtel (* 5. Juli 1863 in Schweinfurt; † 7. September 1911 in Bayreuth) war ein deutscher Industrieller und Kommerzienrat.
Karl Fichtel stammte aus einer alten Schweinfurter Kaufmannsfamilie. Am 1. August 1895 gründete er zusammen mit Ernst Sachs die Schweinfurter Präcisions-Kugellager-Werke Fichtel & Sachs. Fichtel brachte Kapital in Höhe von 15.000 Goldmark in die Firma ein und führte die kaufmännischen Geschicke des ab 1903 prosperierenden Unternehmens. Schon in den Jahren vor der Firmengründung war er international als Geschäftsmann tätig gewesen.
1901 nahm er an der Gründungsversammlung des Vereins Deutscher Motorfahrzeug-Industrieller (heute Verband der Automobilindustrie) teil.
Wegen einer psychischen Erkrankung zog sich Fichtel 1910 aus der Leitung des in dieser Zeit stark expandierenden Unternehmens zurück. Er starb in der Klinik Herzoghöhe in Bayreuth. Seine Witwe Hedwig Graetz und die Kinder verkauften ihre Firmenanteile im Mai/September 1929 an Ernst Sachs.